# Toxorhina trilineata
Toxorhina trilineata är en tvåvingeart som beskrevs av Alexander 1936. Toxorhina trilineata ingår i släktet Toxorhina och familjen småharkrankar. Inga underarter finns listade i Catalogue of Life.